# Selenidium francianum
Selenidium francianum is een soort in de taxonomische indeling van de Myzozoa, een stam van microscopische parasitaire dieren. Het organisme komt uit het geslacht Selenidium en behoort tot de familie Selenidiidae. Selenidium francianum werd in 1952 ontdekt door Arvy.